# Дорожные знаки СССР

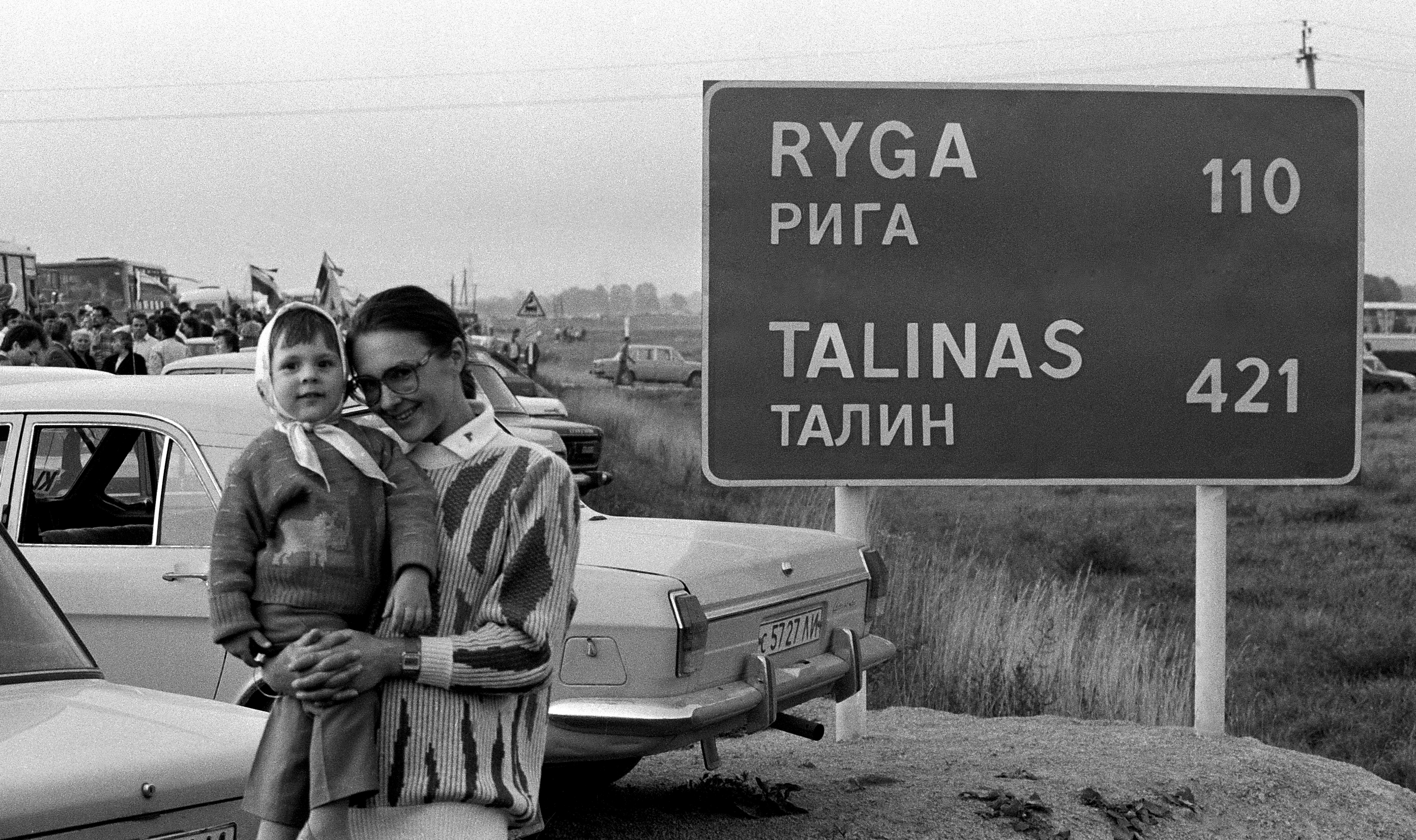
Дорожный знак в советских времен в Литве во время проведения «балтийского пути» в 1989 году. Названия населенных пунктов написаны крупным шрифтом на литовском языке (латиницей) и меньшим шрифтом на русском языке с ошибками (кириллицей)

Дорожные знаки в Советском Союзе были утверждены в соответствии со стандартом ГОСТ 10807-78, который был введен в действие 1 января 1980 года. Этот стандарт также определял шрифт, используемый на дорожных знаках. После распада Советского Союза в 1991 году этот стандарт продолжал действовать во всех странах, которые ранее были советскими республиками, до тех пор, пока некоторые из них не приняли свои собственные национальные стандарты для дорожных знаков. Форма и цвет дорожных знаков в Советском Союзе, а затем и во всех постсоветских государствах, полностью соответствуют требованиям Венской конвенции о дорожных знаках и сигналах 1968 года (подписана Советским Союзом с дня её учреждения - 8 ноября 1968 года, ратифицирована - 7 июня 1974 года ее с некоторыми заявлениями и оговорками).
Дорожные знаки в СССР подразделялись на 7 категорий:
1. предупреждающие знаки,
2. знаки приоритета,
3. запрещающие знаки,
4. предписывающие знаки,
5. информационно-указательные знаки,
6. знаки сервиса,
7. знаки дополнительной информации (таблички).

Ниже приведены изображения дорожных знаков, использовавшихся в Советском Союзе до его распада в 1991 году. В представленных ниже галереях не показаны дорожные знаки, которые были включены в ГОСТ 10807-78 после 1991 года. Подавляющее большинство дорожных знаков, представленных ниже, до сих пор используются в постсоветских странах, таких как Россия, Армения, Азербайджан, Беларусь, Грузия, Казахстан, Кыргызстан, Литва, Таджикистан, Туркменистан, Украина и Узбекистан, но с некоторыми изменениями в дизайне.

## Предупреждающие знаки

1.1 Железнодорожный переезд со шлагбаумом
1.2 Железнодорожный переезд без шлагбаума
1.3.1 Однопутная железная дорога
1.3.2 Многопутная железная дорога
1.4.1 Приближение к железнодорожному переезду
1.4.2 Приближение к железнодорожному переезду
1.4.3 Приближение к железнодорожному переезду
1.4.4 Приближение к железнодорожному переезду
1.4.5 Приближение к железнодорожному переезду
1.4.6 Приближение к железнодорожному переезду
1.5 Пересечение с трамвайной линией
1.6 Пересечение равнозначных дорог
1.7 Пересечение с круговым движением
1.8 Светофорное регулирование
1.9 Разводной мост
1.10 Выезд на набережную
1.11.1 Опасный поворот
1.11.2 Опасный поворот
1.12.1 Опасные повороты
1.12.2 Опасные повороты
1.13 Крутой спуск
1.14 Крутой подъем
1.15 Скользкая дорога
1.16 Неровная дорога
1.17 Выброс гравия
1.18.1 Сужение дороги
1.18.2 Сужение дороги
1.18.3 Сужение дороги
1.19 Двустороннее движение
1.20 Пешеходный переход
1.21 Дети
1.22 Пересечение с велосипедной дорожкой
1.23 Дорожные работы
1.24 Перегон скота
1.25 Дикие животные
1.26 Падение камней
1.27 Боковой ветер
1.28 Низколетящие самолеты
1.29 Тоннель
1.30 Прочие опасности
1.31.1 Направление поворота
1.31.2 Направление поворота
1.31.3 Направление поворота

## Знаки приоритета

2.1 Главная дорога
2.2 Конец главной дороги
2.3.1 Пересечение со второстепенной дорогой
2.3.2 Примыкание второстепенной дороги
2.3.3 Примыкание второстепенной дороги
2.4 Уступите дорогу
2.5 Движение без остановки запрещено
2.6 Преимущество встречного движения
2.7 Преимущество перед встречным движением

## Запрещающие знаки

3.1 Въезд запрещен
3.2 Движение запрещено
3.3 Движение механических транспортных средств запрещено
3.4 Движение грузовых автомобилей запрещено
3.5 Движение мотоциклов запрещено
3.6 Движение тракторов запрещено
3.7 Движение с прицепом запрещено
3.8 Движение гужевых повозок запрещено
3.9 Движение на велосипедах запрещено
3.10 Движение пешеходов запрещено
3.11 Ограничение массы
3.12 Ограничение нагрузки на ось
3.13 Ограничение высоты
3.14 Ограничение ширины
3.15 Ограничение длины
3.16 Ограничение минимальной дистанции
3.17.1 Таможня
3.17.2 Опасность
3.18.1 Поворот направо запрещен
3.18.2 Поворот налево запрещен
3.19 Разворот запрещен
3.20 Обгон запрещен
3.21 Конец зоны запрещения обгона
3.22 Обгон грузовым автомобилям запрещен
3.23 Конец зоны запрещения обгона грузовым автомобилям
3.24 Ограничение максимальной скорости
3.25 Конец зоны ограничения максимальной скорости
3.26 Подача звукового сигнала запрещена
3.27 Остановка запрещена
3.28 Стоянка запрещена
3.29 Стоянка запрещена по нечетным числам месяца
3.30 Стоянка запрещена по четным числам месяца
3.31 Конец зоны всех ограничений

## Предписывающие знаки

4.1.1 Движение прямо
4.1.2 Движение направо
4.1.3 Движение налево
4.1.4 Движение прямо или направо
4.1.5 Движение прямо или налево
4.1.6 Движение направо или налево
4.2.1 Объезд препятствия справа
4.2.2 Объезд препятствия слева
4.2.3 Объезд препятствия справа или слева
4.3 Круговое движение
4.4 Движение легковых автомобилей
4.5 Велосипедная дорожка
4.6 Пешеходная дорожка
4.7 Ограничение минимальной скорости
4.8 Конец зоны ограничения минимальной скорости

## Информационно-указательные знаки

5.1 Автомагистраль
5.2 Конец автомагистрали
5.3 Дорога для автомобилей
5.4 Конец дороги для автомобилей
5.5 Дорога с односторонним движением
5.6 Конец дороги с односторонним движения
5.7.1 Выезд на дорогу с односторонним движением
5.7.2 Выезд на дорогу с односторонним движением
5.8.1 Направления движения по полосам
5.8.2 Направления движения по полосе
5.8.2 Направления движения по полосе
5.8.2 Направления движения по полосе
5.8.2 Направления движения по полосе
5.8.3 Начало полосы
5.8.3 Начало полосы
5.8.4 Начало полосы
5.8.5 Конец полосы
5.8.6 Конец полосы
5.8.7 Направление движения по полосам
5.8.7 Направление движения по полосам
5.8.8 Направление движения по полосам
5.9 Полоса для маршрутных транспортных средств
5.10.1 Дорога с полосой для маршрутных транспортных средств
5.10.2 Выезд на дорогу с полосой для маршрутных транспортных средств
5.10.3 Выезд на дорогу с полосой для маршрутных транспортных средств
5.10.4 Конец дороги с полосой для маршрутных транспортных средств
5.11.1 Место для разворота
5.11.2 Зона для разворота
5.12 Место остановки автобуса и (или) троллейбуса
5.13 Место остановки трамвая
5.14 Место стоянки легковых такси
5.15 Место стоянки
5.16.1 Пешеходный переход
5.16.2 Пешеходный переход
5.17.1 Подземный пешеходный переход
5.17.2 Подземный пешеходный переход
5.17.3 Надземный пешеходный переход
5.17.4 Надземный пешеходный переход
5.18 Рекомендуемая скорость
5.19.1 Тупик
5.19.2 Тупик
5.19.3 Тупик
5.20.1 Предварительный указатель направлений
5.20.1 Предварительный указатель направлений
5.20.1 Предварительный указатель направлений
5.20.1 Предварительный указатель направлений
5.20.2 Предварительный указатель направления
5.20.2 Предварительный указатель направления
5.20.3 Схема движения
5.21.1 Указатель направления
5.21.1 Указатель направления
5.21.2 Указатель направлений
5.21.2 Указатель направлений
5.22 Начало населенного пункта
5.23 Конец населенного пункта
5.24 Начало населенного пункта
5.25 Конец населенного пункта
5.26 Наименование объекта
5.26 Наименование объекта
5.27 Указатель расстояний
5.28 Километровый знак
5.29.1 Номер маршрута
5.29.1 Номер маршрута
5.29.2 Номер маршрута
5.29.2 Номер маршрута
5.29.2 Номер маршрута
5.30.1 Направление движения для грузовых автомобилей
5.30.2 Направление движения для грузовых автомобилей
5.30.2 Направление движения для грузовых автомобилей
5.31 Схема объезда
5.32.1 Направление объезда
5.32.2 Направление объезда
5.32.3 Направление объезда
5.33 Стоп-линия
5.34.1 Предварительный указатель перестроения на другую проезжую часть
5.34.2 Предварительный указатель перестроения на другую проезжую часть
5.35 Реверсивное движение
5.36 Конец реверсивного движения
5.37 Выезд на дорогу с реверсивным движением

## Знаки сервиса

6.1 Пункт первой медицинской помощи
6.2 Больница
6.3 Автозаправочная станция
6.4 Техническое обслуживание автомобилей
6.5 Мойка автомобилей
6.6 Телефон
6.7 Пункт питания
6.8 Питьевая вода
6.9 Гостиница или мотель
6.10 Кемпинг
6.11 Место отдыха
6.12 Пост ГАИ

## Знаки дополнительной информации (таблички)

7.1.1 Расстояние до объекта
7.1.2 Расстояние до объекта
7.1.3 Расстояние до объекта
7.1.4 Расстояние до объекта
7.2.1 Зона действия
7.2.2 Зона действия
7.2.3 Зона действия
7.2.4 Зона действия
7.2.5 Зона действия
7.2.6 Зона действия
7.3.1 Направления действия
7.3.2 Направления действия
7.3.3 Направления действия
7.4.1 Вид транспортного средства
7.4.2 Вид транспортного средства
7.4.3 Вид транспортного средства
7.4.4 Вид транспортного средства
7.4.5 Вид транспортного средства
7.4.6 Вид транспортного средства
7.4.7 Вид транспортного средства
7.5.1 Субботние, воскресные и праздничные дни
7.5.2 Рабочие дни
7.5.3 Дни недели
7.5.4 Время действия
7.5.5 Время действия
7.5.6 Время действия
7.5.7 Время действия
7.6.1 Способ постановки транспортного средства на стоянку
7.6.2 Способ постановки транспортного средства на стоянку
7.6.3 Способ постановки транспортного средства на стоянку
7.6.4 Способ постановки транспортного средства на стоянку
7.6.5 Способ постановки транспортного средства на стоянку
7.6.6 Способ постановки транспортного средства на стоянку
7.6.7 Способ постановки транспортного средства на стоянку
7.6.8 Способ постановки транспортного средства на стоянку
7.6.9 Способ постановки транспортного средства на стоянку
7.7 Стоянка с неработающим двигателем
7.8 Платные услуги
7.9 Ограничение продолжительности стоянки
7.10 Место для осмотра автомобилей
7.11 Ограничение полной массы
7.12 Опасная обочина
7.13 Направление главной дороги
7.14 Полоса движения
7.15 Слепые пешеходы
7.16 Влажное покрытие
7.17 Инвалиды
7.18 Кроме инвалидов